# Women's Rugby Super Series 2016
Navigation
Édition précédente Édition suivante
Les Women's Rugby Super Series 2016 sont la deuxième édition des Women's Rugby Super Series. La compétition, organisée par World Rugby, se déroule du 1er au 9 juillet à Salt Lake City dans l'Utah, sur le terrain du Regional Athletic Complex.

## Pays participants
La compétition oppose quatre équipes. Celles-ci sont l'Angleterre, alors première nation mondiale, la France, deuxième équipe mondiale, le Canada, quatrième, et les États-Unis, sixième.

## Résultats
La compétition se déroule en trois journées, les 1er, 5 et 9 juillet.

### Première journée
| 1er juillet 2016 | Angleterre | 17 - 52. (0 - 44) | Canada | Regional Athletic Complex, Salt Lake City Arbitre : Leah Berard |
| 1er juillet 2016 | Essai(s) : Mason (52e), Wood (57e), Blackburn (73e) Transformation(s) : Large (74e) Carton(s) jaune(s) : Millar-Mills (en) (74e) | Rapport           | Essai(s) : Guthrie (3e), Zussman (4e, 39e), Mervin (17e), Kirby (en) (23e), Belchos (30e), Rajotte (77e) Transformation(s) : Burk (4e, 18e, 24e, 40e) Pénalité(s) : Burk (9e, 35e, 54e) | Regional Athletic Complex, Salt Lake City Arbitre : Leah Berard |
| 1er juillet 2016 | | Rapport           | | Regional Athletic Complex, Salt Lake City Arbitre : Leah Berard |

| 1er juillet 2016 | France | 19 - 13, (0 - 8) | États-Unis                                                                                             | Regional Athletic Complex, Salt Lake City Arbitre : Joy Neville |
| 1er juillet 2016 | Essai(s) : Bourdon (47e), Ménager (51e), Bigot (63e) Transformation(s) : Cabalou (52e, 64e) Carton(s) jaune(s) : N'Diaye (80e), Cabalou (80e+1) | Rapport          | Essai(s) : Rozier (en) (8e), Tapper (67e) Pénalité(s) : Rozier (22e) Carton(s) jaune(s) : Morgan (40e) | Regional Athletic Complex, Salt Lake City Arbitre : Joy Neville |
| 1er juillet 2016 | | Rapport          | | Regional Athletic Complex, Salt Lake City Arbitre : Joy Neville |

### Deuxième journée
| 5 juillet 2016 | Canada | 33 - 5. (17 - 5) | États-Unis                                                                     | Regional Athletic Complex, Salt Lake City Arbitre : Joy Neville |
| 5 juillet 2016 | Essai(s) : Waters (en) (5e), Menin (37e), Burk (49e), Zussman (79e) Transformation(s) : Burk (6e, 38e) Pénalité(s) : Burk (33e, 44e, 72e) | Rapport          | Essai(s) : Rogers (12e) Carton(s) jaune(s) : Sever (44e), Reinhardt (en) (76e) | Regional Athletic Complex, Salt Lake City Arbitre : Joy Neville |
| 5 juillet 2016 | | Rapport          |                                                                                | Regional Athletic Complex, Salt Lake City Arbitre : Joy Neville |

| 5 juillet 2016 | Angleterre                                                                                            | 17 - 13,. (3 - 6) | France | Regional Athletic Complex, Salt Lake City Arbitre : Sherry Trumbull |
| 5 juillet 2016 | Essai(s) : Large (52e), Aldcroft (80e) Transformation(s) : Reed (53e, 80e+1) Pénalité(s) : Reed (32e) | Rapport           | Essai(s) : Ménager (71e) Transformation(s) : Boudaud (72e) Pénalité(s) : Boudaud (12e, 29e) Carton(s) jaune(s) : André (80e) | Regional Athletic Complex, Salt Lake City Arbitre : Sherry Trumbull |
| 5 juillet 2016 | | Rapport           | | Regional Athletic Complex, Salt Lake City Arbitre : Sherry Trumbull |

### Troisième journée
| 9 juillet 2016 | France                                                         | 10 - 29 , (5 - 19) | Canada | Regional Athletic Complex, Salt Lake City Arbitre : Leah Berard |
| 9 juillet 2016 | Essai(s) : Mignot (5e, 48e) Carton(s) jaune(s) : N'Diaye (25e) |                    | Essai(s) : Mervin (28e), Burk (31e), Rajotte (39e), DeMerchant (67e), Blackwood (78e) Transformation(s) : Burk (28e, 32e) | Regional Athletic Complex, Salt Lake City Arbitre : Leah Berard |
| 9 juillet 2016 |                                                                |                    | | Regional Athletic Complex, Salt Lake City Arbitre : Leah Berard |

| 9 juillet 2016 | États-Unis                                                                                        | 13 - 39 (3 - 17) | Angleterre | Regional Athletic Complex, Salt Lake City Arbitre : Sherry Trumbull |
| 9 juillet 2016 | Essai(s) : Washington (74e) Transformation(s) : Rozier (en) (75e) Pénalité(s) : Rozier (38e, 54e) | Rapport          | Essai(s) : Thompson (5e, 39e, 68e), Cokayne (20e, 66e), Matthews (42e), Wood (58e) Transformation(s) : Cattell (43e, 70e) | Regional Athletic Complex, Salt Lake City Arbitre : Sherry Trumbull |
| 9 juillet 2016 |                                                                                                   | Rapport          | | Regional Athletic Complex, Salt Lake City Arbitre : Sherry Trumbull |

### Classement
| Rang | Pays       | J | V | N | D | Em | Ee | Bo | Bd | Pm  | Pe | Diff | Pts |
| ---- | ---------- | - | - | - | - | -- | -- | -- | -- | --- | -- | ---- | --- |
| 1    | Canada     | 3 | 3 | 0 | 0 | 16 | 6  | 3  | 0  | 114 | 32 | +82  | 15  |
| 2    | Angleterre | 3 | 2 | 0 | 1 | 15 | 5  | 1  | 0  | 73  | 78 | -5   | 9   |
| 3    | France     | 3 | 1 | 0 | 2 | 6  | 9  | 0  | 1  | 42  | 59 | -17  | 5   |
| 4    | États-Unis | 3 | 0 | 0 | 3 | 4  | 13 | 0  | 1  | 31  | 91 | -60  | 1   |